# Ванина (Антипинский сельсовет)
Ванина — деревня в Красновишерском городском округе Пермского края. До января 2020 года до преобразования муниципального района в городской округ входила в состав Верх-Язьвинского сельского поселения.

## География
Расположена в северо-восточной части края, в долине реки Язьва, при её небольшом притоке.
Географическое положение
Деревня расположена на территории бывшего Антипинского сельсовета, в 9 км от деревни Антипиной; 71 км от Красновишерска.

## Население
| 2010 |
| ---- |
| 0    |

## Инфраструктура
Личное подсобное хозяйство.

## Транспорт
Просёлочные дороги.